# Wataloricus japonicus
Wataloricus japonicus — вид лоріцифер родини Pliciloricidae. Описаний у 2020 році.

## Назва
Родова назва Wataloricus складається з двох слів — старояпонського wata, що означає «море», та латинського loricus — «корсет». Видова назва W. japonicus вказує на типове місцезнаходження виду.

## Поширення
Виявлений в японських територіальних водах на північному заході Тихого океану. Мешкає у донних відкладеннях на глибині від 177 м до 1059 м.